# Joanna Mihułka-Petru
Joanna Mihułka-Petru, primo voto Schmidt (ur. 14 września 1978 w Głogowie) – polska ekonomistka, menedżer, polityk, posłanka na Sejm VIII kadencji, w latach 2016–2017 wiceprzewodnicząca partii Nowoczesna.

## Życiorys
Ukończyła zarządzanie na Akademii Ekonomicznej w Poznaniu ze specjalnością handel międzynarodowy. Promotorem jej pracy magisterskiej był profesor Marian Gorynia. Następnie odbyła studia podyplomowe w Akademii Trenera działającej w ramach Wyższej Szkoły Nauk Humanistycznych i Dziennikarstwa w Poznaniu. Zawodowo związana z sektorem prywatnym, pracowała m.in. jako dyrektor eksportu w przedsiębiorstwie z branży wykończenia wnętrz, organizatorka szkoleń biznesowych i trener biznesu, a w latach 2007–2012 przedsiębiorca w branży start-upów edukacyjnych. Została działaczką Wielkopolskiego Związku Pracodawców, była członkinią zarządu Polskiej Izby Firm Szkoleniowych, działała także w Fundacji Liderek Biznesu. Do 2015 zajmowała stanowisko kanclerza Wyższej Szkoły Nauk Humanistycznych i Dziennikarstwa w Poznaniu, przemianowanej w 2014 na Collegium Da Vinci.
W 2015 należała do organizatorów ugrupowania Nowoczesna założonego przez Ryszarda Petru, a po rejestracji członkinią zarządu partii. W wyborach parlamentarnych w tym samym roku kandydowała do Sejmu w okręgu poznańskim z pierwszego miejsca na liście wyborczej tej partii. Uzyskała mandat posłanki VIII kadencji, otrzymując 35 202 głosy, najwięcej wśród wszystkich kandydatów w tym okręgu.
W marcu 2016 została wiceprzewodniczącą Nowoczesnej. W grudniu 2017 została wybrana na wiceprzewodniczącą Partii Porozumienia Liberałów i Demokratów na rzecz Europy (ALDE), nie znalazła się natomiast ponownie w zarządzie Nowoczesnej. W styczniu 2018, wraz z Joanną Scheuring-Wielgus oraz Krzysztofem Mieszkowskim, czasowo zawiesiła swoje członkostwo w klubie poselskim Nowoczesnej, gdy dziesięcioro posłów partii nie wzięło udziału w głosowaniu nad skierowaniem do komisji sejmowej obywatelskiego projektu liberalizującego przepisy aborcyjne. Wszyscy troje przywrócili pełne członkostwo w klubie 2 lutego. 9 maja 2018 ogłosiła, że występuje z Nowoczesnej. 15 czerwca tego samego roku współtworzyła koło poselskie Liberalno-Społeczni. 17 listopada 2018 wraz z Ryszardem Petru i Joanną Scheuring-Wielgus ogłosiła utworzenie nowego ugrupowania Teraz!. Nie wystartowała w kolejnych wyborach w 2019.
W latach 2019–2020 była prezesem spółki z branży edukacyjnej. Od 2020 związana z przedsiębiorstwem Altkom Akademia, objęła w nim funkcję prezesa zarządu.

## Życie prywatne
Była zamężna z Pawłem Schmidtem, z którym rozwiodła się w 2016. Ma troje dzieci: Annę (ur. 2004), Agatę (ur. 2007) oraz Adama (ur. 2010). W 2016 została partnerką Ryszarda Petru. W 2019 powróciła do panieńskiego nazwiska Mihułka. W lutym 2024 zawarła związek małżeński z Ryszardem Petru, przyjmując nazwisko Mihułka-Petru.